# Beijing Olympic Tower
Der Beijing Olympic Tower (北京奥林匹克塔) befindet sich im Stadtbezirk Chaoyang in der chinesischen Hauptstadt Peking. Er liegt am Rande des Olympic Green, des Olympiaparks, der für die Olympischen Sommerspiele 2008 in Peking neu errichtet wurde.

## Entstehung
Der Bau des Turms begann im Jahr 2011, drei Jahre nach den Olympischen Sommerspielen. Er wurde 2014 fertiggestellt und am 8. August 2015 für das Publikum eröffnet. Das Design der Anlage wurde von der chinesischen Firma China Architecture Design & Research Group aus Shenzhen durchgeführt. Die schlanke Gestalt von Grashalmen inspirierte die Architekten zu der gestreckten Form des Turms. In der Bevölkerung erhielt er hingegen den Spitznamen Huge Nails (riesige Nägel).

## Struktur des Turms
Der Beijing Olympic Tower besteht aus fünf 186 bis 246,8 Meter hohen stählernen Einzeltürmen, die durch eine Stahlkonstruktion miteinander verbunden sind und an denen sich in verschiedenen Höhen vier kleinere Kreisböden sowie ein größerer, fünfter am oberen Ende befinden. Diese fünf Ebenen sollen das olympische Symbol der fünf olympischen Ringe widerspiegeln. Der oberste Punkt des Turms befindet sich nach dem Aufsetzen eines Logos mit den fünf Olympischen Ringen in einer Höhe von 264,8 Metern. Damit ist der Beijing Olympic Tower nach dem Central Radio & TV Tower der zweithöchste Turm Pekings und in der Liste der höchsten Gebäude die vierthöchste Struktur in der Stadt (Stand 2021). Als Baumaterial wurde in erster Linie Stahl sowie Beton für das Fundament verwendet. Die Plattformen befinden sich in Höhen zwischen 186 und 243 Metern. Auf Aussichtsplattformen können die Besucher von innen durch Glasscheiben die Umgebung besichtigen und in Imbissstuben Erfrischungen erhalten. Zwei unabhängig voneinander betriebene Fahrstühle sorgen für den Transport der Gäste. Der Turm enthält keine Büros oder Appartements. Nachts kann er mittels 144.000 Leuchtdioden in verschiedenen Farben erstrahlen.

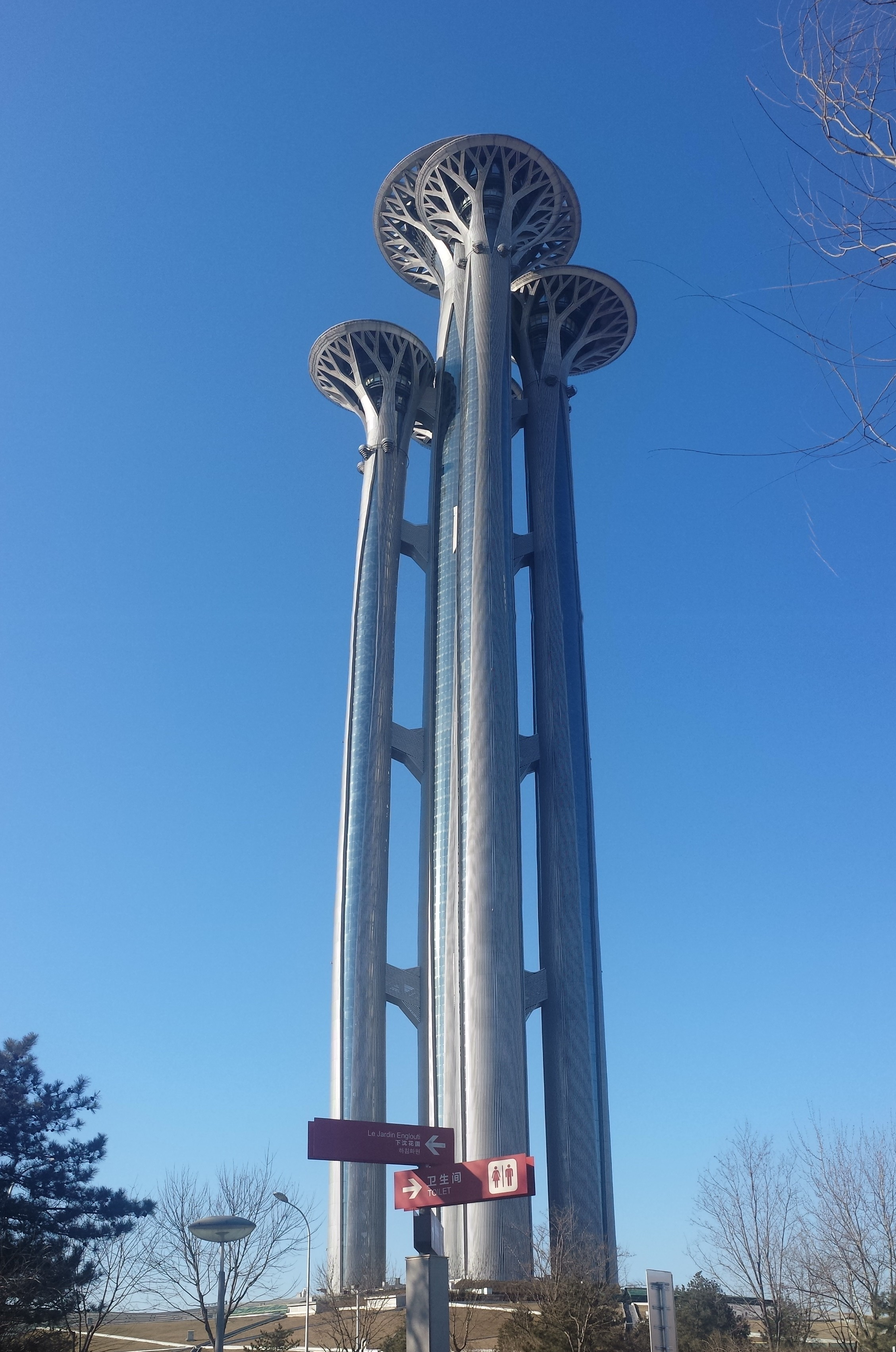
„Huge Nails“
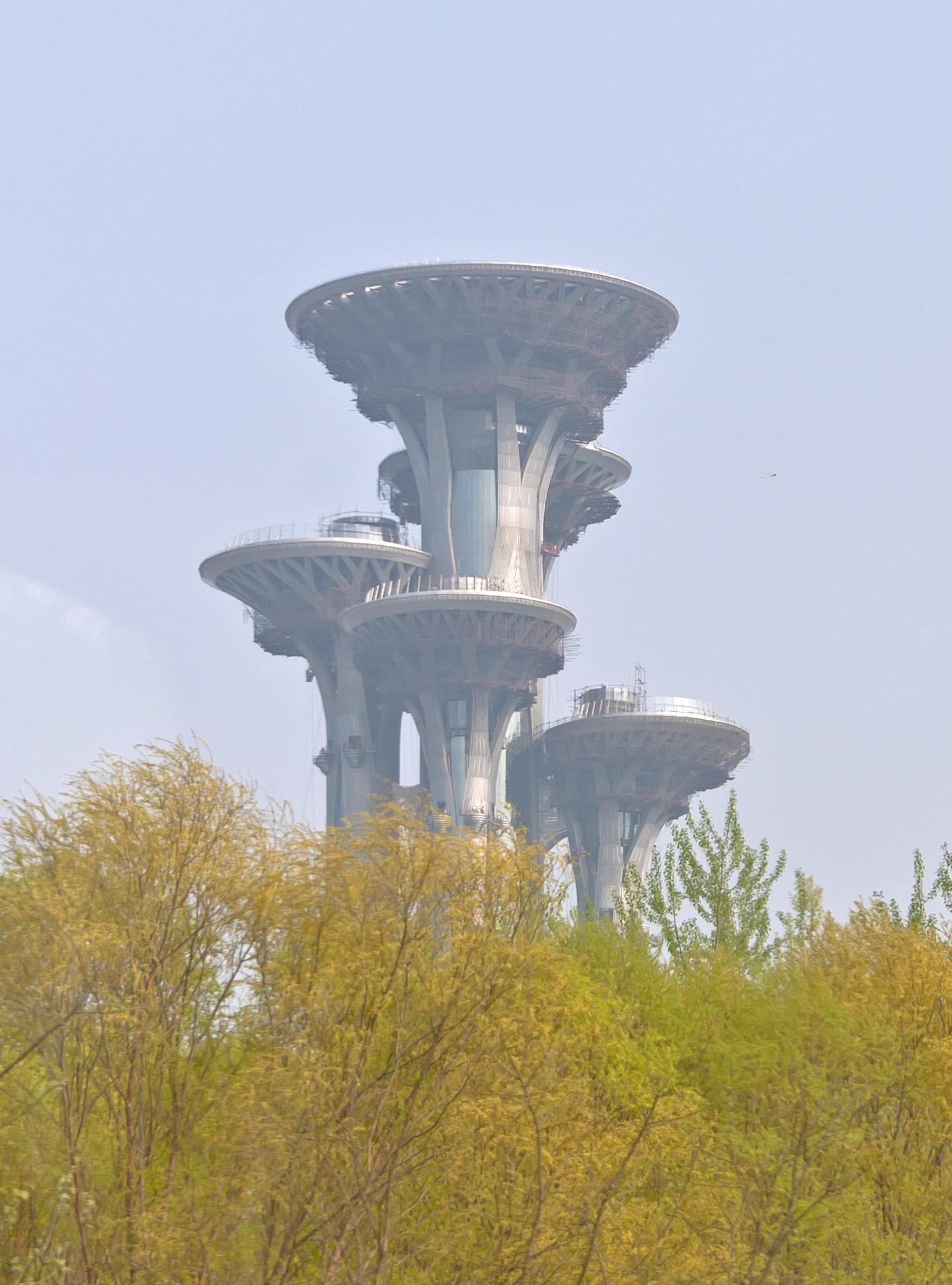
Aussichtsplattformen
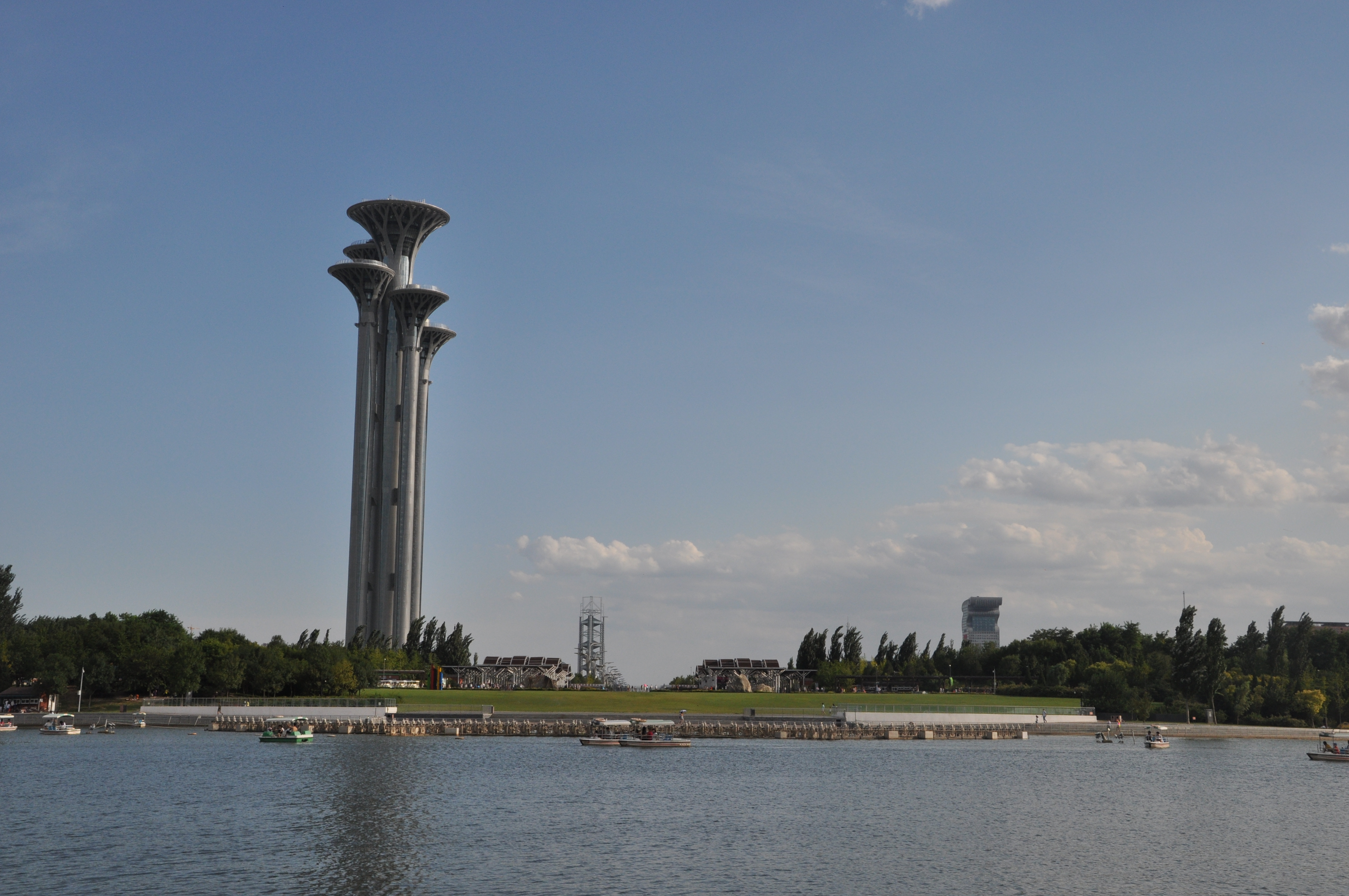
Blick von ferne

## Olympiaringe
Am 12. Juni 2016 wurde auf der Spitze des Beijing Olympic Tower eine Skulptur der zusätzlich installierten olympischen Ringe eingeweiht. Diese sind ein exklusives Symbol des Internationalen Olympischen Komitees (IOC) und die fünf Ringe dürfen normalerweise ausschließlich während der Olympischen Spiele in den Austragungsstädten gezeigt werden. Im vorliegenden Fall wurde eine Ausnahmegenehmigung erteilt. Bei einer Einweihungszeremonie würdigten der Sekretär des Parteikomitees von Peking Guo Jinlong, der chinesische Sportminister Liu Peng und der Präsident des Internationalen Olympischen Komitees Thomas Bach die Anlage als ein neues Wahrzeichen Pekings. Die Olympiaringe auf der Turmspitze sind mit einem Motorantrieb und elektronischen Kontrollsystemen versehen. Sie können einen Sturm der Windstärke 12, einen Neigungswinkel von 8 Grad sowie ein Erdbeben der Stärke 9 überstehen. Blitzschutzmaßnahmen sollen die zerstörerische Wirkung von Gewittern verringern.